# LXBOX
LXBOX — мини-компьютер немецкой компании GSN, выпускаемый в России ГК ТОНК и относящийся к семейству мини-ПК (неттопов). Выпуск первых моделей начался в 2013 году, в течение которого LXBOX продавался в офисном сегменте. Первые устройства для частных лиц стали продаваться в России с февраля 2014 года.
LXBOX очень компактный — вес модели LXBOX 2 составляет 700 грамм при габаритах 160х120х37 мм. Вес модели LXBOX 3 — 900 грамм при габаритах 220х120х37 мм.
Компьютер продается без монитора, клавиатуры и мыши. В комплекте с LXBOX 3 идет пульт дистанционного управления (ИК-приемник при этом встроен в корпус), с помощью которого можно управлять проигрыванием на компьютере музыки, видео и просматривать фотографии через встроенный медиацентр XBMC.

## Программное обеспечение
Прошивки LXBOX постоянно обновляются. Предустанавливается следующее ПО (в основном, свободное):
- кастомизированная операционная система Linux Mint с оболочкой MATE
- браузеры Chromium, Midori, Mozilla Firefox
- мессенджеры Pidgin, Skype
- офисный пакет LibreOffice, поддерживающий форматы Microsoft Office
- программы для работы с фото-, видеоматериалами и графикой (darktable, GIMP, Pinta, Pitivi, Inkscape, LibreCAD)
- программы для работы с дисками и создания DVD (Brasero, gparted).
- видео- и аудиоплееры (VLC, GNOME MPlayer, Audacious Media Player)
- специальные плагины для поиска и просмотра Youtube (Minitube, SMPlayer Youtube Browser)
- проприетарные пакеты JAVA и Flash, видеоутилиту AMD Catalyst
- торрент-клиент Transmission
- специальные утилиты и файловые менеджеры, в том числе Midnight Commander
- казуальные игры
- медиаоболочка XBMC

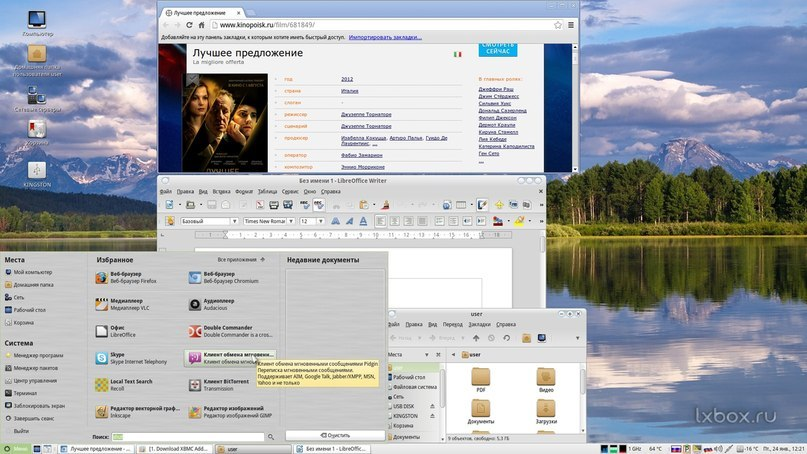
Рабочее окружение ОС Linux Mint в LXBOX

При обновлении прошивки есть возможность обновить только системный раздел, не трогая пользовательские данные в каталоге /home.

## Аппаратная часть
- Процессор: 1 ГГц или 1,65 ГГц AMD G-T40N или G-T56N, архитектура Bobcat
- Кэш второго уровня: 1 МБ
- Память: 4 ГБ памяти DDR3 SDRAM
- Жесткий диск: 16 ГБ накопитель DOM на интерфейсе SATA. Поддерживаются внешние хранилища (подключаются через разъем eSATA)
- Оптический привод: отсутствует
- Графика: Графический процессор AMD HD6290 или HD6320
- Порты: 4 порта USB 2.0 (480 Мбит/с), комбо-порт eSATA-USB, видеовыходы HDMI, VGA и DisplayPort (только для LXBOX 3)
- Аудио: аудиовход и аудиовыход (3,5 мм)
- Сетевой интерфейс: 2 встроенных сетевых адаптера 10/100/1000BASE-T Gigabit Ethernet для LXBOX 3 и один для LXBOX 2
- Беспроводные интерфейсы: встроенный адаптер Wi-Fi b/g/n, ИК-датчик в LXBOX 3.

## В России
Две модели, имеющиеся на рынке в России имеют разные ниши.
- LXBOX 2 ориентирован на офисный сегмент. На старте продаж устройство стоило 229 евро[3], в России с февраля 2014 года устройство можно было купить за 12 000 рублей.
- LXBOX 3 ориентирован на домашний сегмент и на использование в роли медиаплеера. Стартовая цена была 299 евро, в России с февраля 2014 года LXBOX можно было купить за 14 000 рублей.

Помимо домашнего сегмента, LXBOX 3 благодаря 3 видеовыходам подходит на роль дешёвого плеера для Digital Signage, а 2 порта Ethernet делают возможным его использование в качестве криптошлюза (после перепрошивки).